# Шаговина Церницька
Шаговина Церницька (хорв. Šagovina Cernička) — населений пункт у Хорватії, в Бродсько-Посавській жупанії у складі громади Церник.

## Населення
Населення за даними перепису 2011 року становило 312 осіб.
Динаміка чисельності населення поселення:

## Клімат
Середня річна температура становить 10,68 °C, середня максимальна – 24,22 °C, а середня мінімальна – -5,06 °C. Середня річна кількість опадів – 947 мм.
| Клімат поселення                              | Клімат поселення | Клімат поселення | Клімат поселення | Клімат поселення | Клімат поселення | Клімат поселення | Клімат поселення | Клімат поселення | Клімат поселення | Клімат поселення | Клімат поселення | Клімат поселення | Клімат поселення |
| Показник                                      | Січ.             | Лют.             | Бер.             | Квіт.            | Трав.            | Черв.            | Лип.             | Серп.            | Вер.             | Жовт.            | Лист.            | Груд.            |                  |
| Середній максимум, °C                         | 6,94             | 8,18             | 12,36            | 16,22            | 21,08            | 24,22            | 23,27            | 22,82            | 19,14            | 14,34            | 9,18             | 5,05             |                  |
| Середня температура, °C                       | 0,94             | 2,16             | 6,38             | 10,22            | 15,08            | 18,21            | 20,16            | 19,72            | 16,03            | 11,22            | 6,08             | 1,94             |                  |
| Середній мінімум, °C                          | −5,06            | −3,83            | 0,38             | 4,24             | 9,07             | 12,22            | 17,06            | 16,62            | 12,94            | 8,14             | 2,96             | −1,15            |                  |
| Норма опадів, мм                              | 58               | 54               | 65               | 81               | 87               | 105              | 89               | 89               | 77               | 82               | 88               | 72               |                  |
| Середньомісячна швидкість вітру, м/с          | 1.89             | 2.13             | 2.44             | 2.35             | 2.16             | 1.96             | 1.90             | 1.77             | 1.81             | 1.88             | 1.94             | 1.96             |                  |
| Середньомісячна сонячна радіація, кДж/м²·день | 4393             | 7183             | 10922            | 15188            | 19306            | 21437            | 22276            | 19851            | 14802            | 9252             | 4973             | 3690             |                  |
| --------------------------------------------- | ---------------- | ---------------- | ---------------- | ---------------- | ---------------- | ---------------- | ---------------- | ---------------- | ---------------- | ---------------- | ---------------- | ---------------- | ---------------- |
| Джерело:                                      |                  |                  |                  |                  |                  |                  |                  |                  |                  |                  |                  |                  |                  |